# Tetramorium hispidum
Tetramorium hispidum (лат.) — вид мелких муравьёв рода Tetramorium трибы Crematogastrini (ранее в Tetramoriini) из подсемейства Myrmicinae. Северная Америка (Мексика, США). Длина тела около 4 мм. Усики 11-члениковые. Глаза крупные, их максимальный диаметр равен или более 0,26 от ширины головы. Стебелёк между грудкой и брюшком состоит из двух члеников: петиолюса и постпетиолюса (последний четко отделен от брюшка), жало развито.